# Байич, Владо
Владо Байич (серб. Владо Бајић; 17 июля 1915, Бара — 23 июня 2004, Белград) — югославский военачальник, генерал-полковник ЮНА и Народный герой Югославии. В годы Народно-освободительной войны Югославии — известный командир 3-й краинской пролетарской ударной бригады Народно-освободительной армии Югославии.

## Биография
Родился 17 июля 1915 года в селе Бара (ныне община Босански-Петровац Федерации Боснии и Герцеговины) в крестьянской семье. Работал в лесном хозяйстве «Шипад» в довоенные годы, занимался земледелием. После Апрельской войны и оккупации Югославии ушёл в партизанское подполье, с 27 июля 1941 года в рядах НОАЮ. С группой жителей Босански-Петроваца ушёл в Дошенов-Гай, принял крещение в бою против усташей на Калабином-Брду.
В середине августа 1941 года Байич был принят в КПЮ и назначен командира десятка в 3-й роты партизанского батальона «Слобода». В первых сражениях в отряде проявил смелость и решительность. С октября 1941 года — командир Дриничского партизанского взвода, действовал с ним в Подгрмече. В феврале 1942 года Дриничский взвод вошёл в состав 1-й роты Петровацкого партизанского батальона, и Владо стал сначала заместителем командира, а потом и командиром роты. Вскоре он стал заместителем командира батальона, в его качестве сражался против итальянцев в селе Колунич в мае 1942 года. С конца мая 1942 года — командир ударного батальона 5-го Краинского партизанского отряда. Батальон под его руководством провёл ряд успешных боёв у Яня и Купреса, а также освободил Гламоч (Владо прорвался в центр города, разбив силы противника).
В середине августа 1942 года была создана 3-я краинская пролетарская ударная бригада, и Владо стал заместителем её командира. В битве за деревню Миостра вместе с курьером он разоружил 12 домобранцев. Зимой 1943 года в битве за Прозор Владо Байич и Милан Боснич разоружили целый взвод итальянцев. 3-я краинская бригада также проявила себя и в других районах Югославии, сражалась на Неретве и Сутьеске. После прорыва из долины Сутьески Владо ненадолго стал командиром 7-й краинской ударной бригады.
С середины августа 1943 года Байич командовал 3-й краинской ударной бригадой, которая под его командованием во второй половине августа 1943 года освободила Дони-Вакуф и Турбе, а с 4-й краинской бригадой взяла Бугойно. В конце 1943 — начале 1944 года за успешные действия против немецко-фашистских захватчиков 3-я краинская бригада была удостоена личной благодарности от Верховного командующего Иосипа Броза Тито, а в составе 1-го пролетарского армейского корпуса её назвали «образцовой бригадой» благодаря тактическому и стратегическому гению Владо Байича.
В ночь с 10 на 11 октября 1943 года бригада штурмовала Зеницу, в ходе штурма сгорели дотла несколько заводов, железнодорожная станция с локомотивами и вагонами, огромное количество топлива воспламенилось. Бригаде досталось огромное количество оружия и боеприпасов, за что 3-я бригада снова получила благодарность от Верховного командующего. Во время десанта парашютистов СС на Дрвар в мае 1944 года бригада разбила силы 105-го разведывательного батальона СС и разведбатальона 369-й хорватской пехотной дивизии вермахта на линии Ливно—Гламоч, не дав им выйти к Дрвару. В июне 1944 года на линии Травник—Бугойно 3-я бригада спасла 1-ю пролетарскую дивизию от окружения, после 13-часового боя выбив противника с позиций и позволив партизанам из 1-й пролетарской уйти к Вранице. Позднее 3-я бригада сражалась на Златиборе, Палисаде, у Валево и Младеноваца. Участвовала в битве за Белград и прорыве Сремского фронта.
С 10 января 1945 года Владо Байич командовал 21-й сербской дивизией, вместе с 1-й пролетарской совершив прорыв Сремского фронта и продолжив борьбу за освобождение югославских земель. После войны Байич занимал посты командира дивизии, начальника штаба и командира корпуса, помощника командира армии по политико-правовым вопросам и командира военного округа. Окончил Высшую военную академию ЮНА и Высшую военную академию имени К.Е.Ворошилова. Вышел на пенсию в звании генерал-полковника. Член Президиума Союзного комитета Союза объединений ветеранов Народно-освободительной войны Югославии в 1965—1969 годах и член Конференции Союза коммунистов Югославии с 1969 года.
Награждён рядом югославских и зарубежных орденов и медалей (в том числе чехословацким Орденом Красного Знамени). 23 июля 1952 года награждён орденом Народного героя Югославии.
Скончался 23 июня 2004 года в Белграде, похоронен на Аллее народных героев на Новом кладбище.